# Irish Heartbeat
Albums de Van Morrison & The Chieftains
Poetic Champions Compose
(1987) Avalon Sunset
(1989)
Irish Heartbeat est le dix-huitième album studio de Van Morrison en collaboration avec les Chieftains un groupe de musique traditionnelle irlandaise. Enregistré entre septembre 1987 et janvier 1988 aux Windmill Lane Studios à Dublin il est publié en 1988 et atteint la dix-huitième place des charts britanniques.

## Enregistrement
L'album est enregistré aux Windmill Lane Studios de Dublin d'abord entre septembre et décembre 1987 puis en janvier 1988. Van Morrison et les Chieftains se sont rencontrés de nombreuses années avant cet enregistrement à l'occasion de l'Edinburgh rock festival. Le groupe irlandais a joué sur scène avec Morrison à l'occasion d'un concert à Belfast lors de la tournée No Guru tour. Morrison et Paddy Moloney ont alors commencé à discuter de la création d'un album en commun. Ils dressent chacun une liste de chansons traditionnelles et s'arrêtent sur huit chansons irlandaises et deux créations de Morrison déjà publiées dans des albums précédents.
Au sujet de l'album Paddy Moloney déclare : « Je crois que Van était à une époque où il cherchait ses racines irlandaises. Cet homme de blues, de rock'n'roll, de jazz et, surtout, de soul, revenait à son identité irlandaise avec les Chieftains et la musique que nous jouions depuis tant d'années. Musicalement, nous allions nous rencontrer à mi-chemin ».
En octobre 1987, l'ensemble des chansons sont jouées au Balmoral Studios à Belfast. La session est enregistrée et diffusée le jour de la Saint-Patrick 1988.

## Titres
Toutes les chansons sont des traditionnels irlandais arrangés par Van Morrison et Paddy Moloney à l'exception de « Celtic Ray » qui est une chanson de Morrison déjà publié sur l'album Beautiful Vision et réarrangé ici avec Moloney.
| Irish Heartbeat | Irish Heartbeat                               | Irish Heartbeat | Irish Heartbeat | Irish Heartbeat | Irish Heartbeat | Irish Heartbeat | Irish Heartbeat | Irish Heartbeat | Irish Heartbeat |
| No              | Titre                                         | Durée           |                 |                 |                 |                 |                 |                 |                 |
| --------------- | --------------------------------------------- | --------------- | --------------- | --------------- | --------------- | --------------- | --------------- | --------------- | --------------- |
| 1.              | Star of the County Down                       | 2:41            |                 |                 |                 |                 |                 |                 |                 |
| 2.              | Irish Heartbeat                               | 3:52            |                 |                 |                 |                 |                 |                 |                 |
| 3.              | Tá Mo Chleamhnas Déanta (My Match It Is Made) | 3:31            |                 |                 |                 |                 |                 |                 |                 |
| 4.              | Raglan Road                                   | 4:43            |                 |                 |                 |                 |                 |                 |                 |
| 5.              | She Moved Through the Fair                    | 4:44            |                 |                 |                 |                 |                 |                 |                 |
| 6.              | I'll Tell Me Ma                               | 2:29            |                 |                 |                 |                 |                 |                 |                 |
| 7.              | Carrickfergus                                 | 4:23            |                 |                 |                 |                 |                 |                 |                 |
| 8.              | Celtic Ray                                    | 3:47            |                 |                 |                 |                 |                 |                 |                 |
| 9.              | My Lagan Love                                 | 5:19            |                 |                 |                 |                 |                 |                 |                 |
| 10.             | Marie's Wedding                               | 3:17            |                 |                 |                 |                 |                 |                 |                 |
| 38:44           |                                               |                 |                 |                 |                 |                 |                 |                 |                 |

## Musiciens
- Van Morrison – Voix, guitare, percussions
- Paddy Moloney – uilleann pipes, tin whistle
- Martin Fay – fiddle, Os
- Derek Bell – harpe, claviers, tiompán
- Kevin Conneff – bodhran, Voix sur "Star of the County Down", "Tá Mo Chleamhnas Déanta" et "I'll Tell Me Ma"
- Matt Molloy – flute
- Seán Keane – fiddle
- Ciarán Ó Braonáin – contrebasse
- Mary Black – chœurs sur "Marie's Wedding" et "Tá Mo Chleamhnas Déanta"
- Maura O'Connell – chœurs sur "Marie's Wedding"
- June Boyce – chœurs sur "Celtic Ray", "Irish Heartbeat" et "Marie's Wedding"

## Sources
- (en) Johnny Rogan, Van Morrison : No Surrender, Londres, Vintage Book, 2006, 643 p. (ISBN 9780099431831).
- John Glatt (1997). The Chieftains: The Authorized Biography, Da Capo Press,  (ISBN 0-31216-605-2)
- Clinton Heylin (2003). Can You Feel the Silence? Van Morrison: A New Biography, Chicago Review Press,  (ISBN 1-55652-542-7)
- Brian Hinton (2000) Celtic Crossroads: The Art of Van Morrison, Sanctuary,  (ISBN 1-86074-169-X)